# Landolf II de Bénévent
Pour les articles homonymes, voir Landolf.
Landolf II de Bénévent ou Landolf IV de Capoue (mort le 27 mai 961) surnommé « le Roux » (latin: Rufus) est le 3e prince de Capoue-Bénévent  de 943 à 961.

## Origine
Landolf II est le fils cadet du prince Landolf Ier et de son épouse Gemma de Naples.

## Règne
Landolf II est associé au trône en janvier 943. À la mort de son père il lui succède comme corégent de son frère aîné Aténolf III dit de Carinola qui avait été associé au trône dès le 12 janvier 936. Cette même année Aténolf III disparait de la documentation mort ou chassé du pourvoir par son frère. La même année ou la suivante il associe au trône son propre fils aîné Padolf ou Pandolf (943/944).
Après l'accession au trône du jeune Gisolf Ier en juin 946, Landolf II se prépare à s'emparer de Salerne conjointement avec Jean III de Naples, mais ils sont repoussés par les habitants soutenu par Amalfi. À partir des règnes de Landolf et de Padolf les chartes de Capoue ne sont plus datées que années de règnes des princes lombards A Bénévent toutefois entre 945 et 955 les actes se réfèrent à l'empereur Constantin VII signe que le souvenir de la vassalité de l'empire byzantin était plus vif dans cette cité proche de l'Apulie et de Bari qu'à Capoue. Cette époque n'est marqué que par la persistance des combats contre les musulmans et la longue direction de l'abbé Aligerne sur le monastère du Mont-Cassin (948-985).

## Union et postérité
Landolf  de Capoue-Bénévent aurait épousé une certaine Maria fille de Docibilis II de Gaète.
Toutefois selon l'hypothèse de Christian Settipani, Landolf II contracte une union avec Maria († avant 954) fille de Sergius Ier d'Amalfi, préfet d'Amalfi († 967) dont : 
- Pandolf Tête de Fer († 981) ;
- Landolf III († 968/969).

## Sources
- Jules Gay L'Italie méridionale et l'Empire byzantin depuis l'avènement de Basile Ier jusqu'à la prise de Bari par les Normands (867-1071) Albert Fontemoing éditeur, Paris 1904 p. 636.
- « Comtes et princes de Capoue » dans L'art de vérifier les dates….
- (en) Landolf IV (943-961) sur le site Medieval Lands.